# Pasaje Zingg
El Pasaje Zingg es una galería comercial ubicada en los niveles inferiores del Edificio Zingg, cerca del centro histórico de Caracas, Venezuela.

## Historia
Luego de que fuese construido el Edificio Zingg en 1940, la ciudad vivió una serie de importantes cambios en su urbanismo y su panorama arquitectónico. Con la inauguración de la Avenida Bolívar, se propuso una adaptación del edificio a la nueva arterias viales. La compañía G. Zinng y Co. contrató al arquitecto Arthur Kahn, quien propuso una reforma para conectar la entrada del edificio, en la Avenida Universidad, con la Avenida Este 6, cercana a la Bolívar. Dicho paseo peatonal sería estrictamente una galería comercial.
El proyecto concreto presentaba una estructura de estilo parisino con espacio para cuarenta tiendas, que contaba con dos secciones: la primera al norte nivelada con la Avenida Universidad, y la segunda al sur con la Avenida Este 6. El proceso de construcción utilizó el estacionamiento del edificio original, y aprovechó el desnivel de elevación entre las dos avenidas que conectaba para instalar las primeras escaleras mecánicas del país, las cuales tenían un acabado de madera. Así mismo, albergó los primeros baños públicos, a fin de retener más tiempo a los transeúntes.
El pasaje fue inaugurado el 6 de mayo de 1953 en un acto multitudinario que contó con la presencia del General Marcos Pérez Jiménez, y rápidamente se convirtió en un símbolo de modernidad tecnológica para la sociedad caraqueña de la época, albergando las tiendas más lujosas y con gran actividad publicitaria. Hoy en día, las instalaciones han dejado de lado el lujo que las caracterizaba de antaño, y la famosa escalera mecánica se encuentra averiada.